# Abdallah al-Adil
Abdallah al-Adil (arabisch أبو محمد عبد الله العادل بن يوسف, DMG Abū Muḥammad ʿAbd Allāh al-ʿĀdil b. Yūsuf) war der siebte Kalif der Almohaden (1224–1227).
Nach dem Tod von Yusuf II. al-Mustansir (1213–1224) brachen Machtkämpfe unter den Stammesführern der Almohaden aus. Abd al-Wahid I. al-Muchlu, ein Sohn von Abu Yaqub Yusuf I., wurde als Nachfolger von Yusuf II. schon nach wenigen Monaten abgesetzt. 
Neuer Kalif wurde Abdallah al-Adil, ein Sohn von Yaʿqūb al-Mansūr. Der Niedergang des Reiches dauerte weiter an. Neben den Aufständen und den Revolten der arabischen Beduinen wurden die Almohaden weiter durch interne Machtkämpfe geschwächt. 1227 revoltierte al-Adils Bruder Idris I. al-Mamun (Statthalter von Sevilla) in Andalusien, landete mit 12000 Söldnern in Marokko, stürzte Abdallah al-Adil und konnte sich mit seinen Truppen auch gegen die anderen Thronanwärter als achter Kalif (1227–1232) durchsetzen.